# 畑田国男
畑田 国男（はただ くにお、本名：畑田 国雄、1944年（昭和19年）10月11日 - 1996年（平成8年）3月11日）は、日本の漫画家、著述家。
漫画集団、日本漫画家協会、東横沿線を語る会、ドラフト会議倶楽部、箸ばみの会、日本三大協会、姉妹型の会、三姉妹クラブ、東横文化研究会、各会員。
岡山県生まれ、東京都出身。

## 来歴
慶應義塾大学経済学部を卒業後、同大学院経済学専攻に進み、1967年に博士課程修了。在学中、漫画研究会に所属し、鈴木義司に師事した。大沢商会広告課を経て漫画家専業となる。
漫画家としては主に「悪魔」をモチーフとしたイラスト・漫画作品を『SFアドベンチャー』や『週刊ベースボール』などに掲載していた。
1973年に自費出版した「宇宙船ノア」で第2回日本漫画家協会賞大賞を受賞。第2回読売国際漫画大賞優秀賞、ペスカラ国際漫画大賞優秀賞を受賞する。
また著述家としては「兄弟姉妹型」の研究についての書籍を多く発行し、「姉妹型の会」世話人も務めた。
プロ野球中日ドラゴンズのファンで、アンチ巨人としても知られ、他チームのプロ野球ファンとともに1982年にアンチ巨人ファンの集まり「嫌巨会」を結成。「畑田国男と嫌巨会」の名義で『アンチ巨人読本』『アンチ巨人狂本』の2冊の本を刊行している。のちに漫画情報誌『コミックボックス』で、畑田ら数人の漫画家が電気事業連合会の原子力発電推進広告にかかわったことを批判的に取り上げた際、勘違いからか「畑田氏と言えば巨人ファンとして知られるが、巨人ファンはやはり体制迎合なのだろうか」というキャプションが付けられていた。
『週刊読売』1990年3月4日号の連載コラム「女の目男の目」の中で、「家畜人・アッシー君」と題する文中の、「士農工商・代理店・そのまた下のフリーランス」表現が問題となった。翌週号で「お詫び」が出され、そのエッセイの「全面取り消し」の措置が取られ、畑田はレギュラー執筆陣から降ろされた。
1996年に51歳で死去。急性心不全とも伝えられているが、横田順彌は「畑田さんはぼくの本を幾つかやってくれたんですけど、若くして自殺しちゃったんです。理由は何だかよく判らなかったですね」と発言している。

## 「兄弟姉妹の日」
畑田は「兄」「弟」「姉」「妹」にそれぞれ記念日を制定した。
兄の日 - 6月6日
「ふたご座」生まれ（5月22日 - 6月21日）の中間日とした。
弟の日 - 3月6日
「兄の日」の3ヶ月前とした（「姉」「妹」との整合性も兼ねている）。
姉の日 - 12月6日
1992年制定。「3姉妹を救った伝説」で知られる聖ニコラウスの命日であることや、「妹の日」の3ヶ月後という設定にしている。
妹の日 - 9月6日
1991年制定。「妹の可憐さ」を象徴する「おとめ座生まれ」（8月22日 - 9月22日）の中間日とした。

## 著作
- 『世界浮世絵草紙』講談社　1977
- 『ザッツ・ブラックパロディ』講談社　1980
- 『悪魔のことわざ辞典』（集英社）1982　「悪魔のことわざ」徳間文庫
- 『天使のことわざ辞典 Joke&cartoon』（集英社）1983
- 『高見の見物 新東京面白ビルめぐり』（集英社）1983
- 『悪魔のスクープ』（角川書店）1985
- 『悪魔の東京見聞録』集英社　1985
- 『姉妹型の発見! 新女性分類学入門』毎日新聞社ミューブックス　1987
- 『ビル・ウォッチング』（河出書房新社）1987
- 『姉妹型性格判断 相性と適職を知りたいあなたに!』パンリサーチインスティテュート　1988
- 『兄弟型プロ野球珍獣図鑑』（コア出版）1989
- 『「姉妹型」相性占い 姉か妹かで幸せがきまる』ネスコ　1989　のち広済堂文庫
- 『「姉妹型」結婚大作戦 ベストカップルはココが決め手』（関西テレビ放送）1989
- 『商店街のヒ・ミ・ツ 「姉妹型」東京学』平凡社　1989
- 『畑田国男の「姉妹型+兄弟型」占い入門 生まれた順でわかるあなたの性格、彼との相性』日本文芸社　1990
- 『姉・妹・ひとりっ子の心理がわかる本』三笠書房・知的生きかた文庫　1991
- 『「妹の力」社会学』（コスモの本）1991
- 『やせるヤセる姉妹型 あきらめないで!ヘルシーな方法はこれ』実業之日本社　1991
- 『「弟の力」伝説』（コスモの本）1992
- 『ちょっと意外な東京雑学 街に出よう!』同文書院　1992　快楽脳叢書
- 『私は動物プロフェッショナル』平凡社　1992
- 『「兄弟姉妹型」人間学 人の性格・行動パターンは生まれ順で左右される』主婦と生活社　1993
- 『兄弟の社会学』（講談社）1993
- 『兄弟・姉妹型にみる最強のコンビ相性学 恋愛・仕事・人づきあいに役立つ必勝原理』日本実業出版社　1994　エスカルゴ・ブックス
- 『三角関係の超・心理』毎日新聞社　1994
- 『長男と結婚するために』（マガジンハウス）1994
- 『長嶋さんの大法則』（ベースボール・マガジン社）1995
- 『ひとりっ子、大好き マイペースで、集団が苦手、そして天才!』主婦の友社　1995

## 共著
- 『アンチ巨人読本』嫌巨会共著　大陸書房　1982　のち角川文庫
- 『アンチ巨人狂本』嫌巨会共著　1984　角川文庫
- 『プロ野球仰天驚愕ドラフト大真相 密約、逆指名、何でもありだァ!』ドラフト会議倶楽部共著　広済堂ブックス　1990
- 『愛と哀しみの記念日』野元摂共著　東京書籍　1991
- 『「兄弟型」で解く江戸の怪物』武光誠共著　トクマオリオン　1993
- 『きょうだいの性格と育て方 上の子、下の子、ひとりっ子』山田洋子共著　主婦の友社　1993　イラスト・赤ちゃんとママシリーズ
- 『"3"の秘密 日本人はなぜ数字の3が好きなのか』加瀬清志共著　PHP研究所　1993
- 『日本三大ブック』加瀬清志共著　講談社　1993　「雑学・日本なんでも三大ランキング」講談社+α文庫